# Lindera longipedunculata
Lindera longipedunculata är en lagerväxtart som beskrevs av C.K. Allen. Lindera longipedunculata ingår i släktet Lindera och familjen lagerväxter. Inga underarter finns listade i Catalogue of Life.